# Thyrgis
Thyrgis is een geslacht van vlinders van de familie spinneruilen (Erebidae), uit de onderfamilie Arctiinae.

## Soorten
- T. angustifascia Hering, 1925
- T. basipunctata Hering, 1926
- T. constrictifascia Dognin, 1919
- T. childon Druce, 1885
- T. flavonigra Dognin, 1910
- T. lacryma Dognin, 1919
- T. marginata Butler, 1876
- T. militta Stoll, 1781
- T. ruscia Druce, 1895
- T. tenuifascia Hering, 1930
- T. viridis Druce, 1903